# James Papez
James Papez (1883 – 1958) è stato un anatomista statunitense.
Laureatosi presso la facoltà di medicina e chirurgia dell'università del Minnesota, divenne famoso per aver descritto nel 1937 un circuito cerebrale di connessione tra il subiculum dell'ippocampo e l'isocorteccia del cingolo, che prese il nome di circuito di Papez.